# Sean Saifa Wall
Sean Saifa Wall est conférencier, auteur, chercheur, et défenseur des droits des personnes intersexes. Il se définit comme un homme de couleur intersexe queer, et il est l'ancien président de l'ONG InterACT (en),, une structure de lutte pour les droits des personnes intersexes aux États-Unis. Son travail cherche à mettre fin à l'oppression des personnes intersexes à travers une approche intersectionnelle.

## Jeunesse et carrière
Sean Saifa Wall a grandi dans le Bronx dans les années 1980 dans une famille qui comptait d'autres personnes intersexes. Dans une interview accordée à Pidgeon Pagonis, il explique que l'un de ses oncles a été contraint de dormir sur le porche de l'hôpital où il venait d'être opéré et soutient que ses identités intersexe et noire sont indissociables. Il trace des parallèles entre celles-ci : "Bien qu'il s'agisse en apparence de deux choses différentes, elles partagent le même dénominateur commun, la violence financée par l'État contre les individus marginalisés".  Diagnostiqué d'un syndrome d'insensibilité partielle aux androgènes, il subit une gonadectomie à l'âge de 13 ans, et nécessite depuis un traitement d'hormones de substitution à vie. 
Sean Saifa Wall est bénévole pour l'association Gay Men's Health Crisis (en) (une association de santé communautaire) de ses 14 ans au début de ses études à Williams College. Il se rend ensuite à Cuba avec Pastors for Peace (en) (une association œcuménique luttant pour la justice sociale) pour documenter le système de santé local.

## Militantisme
Sean Saifa Wall est président d' InterACT pendant trois ans. À cette époque, InterACT intente une action en justice, MC c. Université médicale de Caroline du Sud, dans le comté de Richmond, Caroline du Sud, en partenariat avec le Southern Poverty Law Center. 
En 2015, il rejoint le conseil consultatif international du premier fonds philanthropique pour les droits des personnes intersexes, créé par la Astraea Lesbian Foundation for Justice (en). Il travaille également sur un projet artistique intitulé EMERGE. 
Dans le cadre de son travail militant, il a été interviewé dans l'émission télévisée Nightline, dans un segment où il confronte le chirurgien qui l'a opéré dans son enfance. Il donne aussi des entretiens à BuzzFeed,, HuffPost Live, et il écrit pour The Advocate et Quartz. Il a de plus donné une conférence TEDx à GrandRapids en mai 2015.